# Kypello Ellados 2023-2024
La Coppa di Grecia 2023-2024, anche nota come Novibet Cup per motivi di sponsorizzazione, è l'82ª edizione del torneo, iniziata il 26 agosto 2023 e terminante il 18 maggio 2024.

## Formula
Alla coppa partecipano in totale 79 club, 14 dalla Super League, 22 dalla Souper Ligka 2, 19 dalla Gamma Ethniki e 24 dai campionati regionali. Gli incontri si disputano, dal primo al quinto turno, in gara unica; dagli ottavi alle semifinali invece andata e ritorno per arrivare alla finale in gara unica.

## Calendario
| Turno            | Date                                        | Numero di incontri | Squadre partecipanti | Squadre entranti | Campionati entranti                                 |
| ---------------- | ------------------------------------------- | ------------------ | -------------------- | ---------------- | --------------------------------------------------- |
| Primo turno      | 26-30 agosto 2023                           | 20                 | 79 → 59              | 43               | Campionati regionali                                |
| Secondo turno    | 3 settembre 2023                            | 11                 | 59 → 48              | --               | --                                                  |
| Terzo turno      | 13-17-20 settembre 2023                     | 14                 | 48 → 34              | 22               | Souper Ligka 2 2022-2023                            |
| Quarto turno     | 27 settembre 2023                           | 10                 | 34 → 24              | --               | --                                                  |
| Quinto turno     | 7-8 ottobre 2023                            | 8                  | 24 → 16              | 9                | Souper Ligka 2022-2023- squadre dal 6º al 14º posto |
| Ottavi di finale | 31 ottobre - 2 novembre - 5-7 dicembre 2023 | 16                 | 16 → 8               | 5                | Souper Ligka 2022-2023- squadre dal 1º al 5º posto  |
| Quarti di finale | 9-11 e 23-25 gennaio 2024                   | 8                  | 8 → 4                | --               | --                                                  |
| Semifinali       | 6-8 e 27-29 febbraio 2024                   | 4                  | 4 → 2                | --               | --                                                  |
| Finale           | 18 maggio 2024                              | 1                  | 2 → 1                | --               | --                                                  |

## Partite

### Primo turno
Il sorteggio del primo turno si è tenuto l'11 agosto 2023.
| Squadra 1              | Risultato       | Squadra 2                      |
| ---------------------- | --------------- | ------------------------------ |
| 26 agosto 2023         |                 |                                |
| Neos Asteras Rethymno  | 0 – 3           | Ialysos                        |
| Asteras Stavrou        | 1 – 1 (4-2 dtr) | Elassona                       |
| 27 agosto 2023         |                 |                                |
| Acharnaïkos            | 7 – 0           | Agion Theodoron Korinthos      |
| Ermis Amynteos         | 0 – 5           | Anagennīsī Arta                |
| Asteras Petritī        | 2 – 0           | Kastoria                       |
| Doxa Volaka            | 0 – 2           | Chaniōtīs                      |
| Gravitis Agias Marinas | 1 – 4           | Asteras Kesarianis             |
| Ypatou                 | 6 – 0           | Dilinata                       |
| Panagriniakos          | 1 – 2           | Pamisos Messinis               |
| Pangytheatikos         | 1 – 0           | Dimitsanas                     |
| Panthrakikos           | 5 – 0           | Megas Alexandros Agias Marinas |
| Vardas                 | 3 – 1           | Patrasso                       |
| PAOK Krīstōnīs         | 3 – 3 (2-3 dtr) | Vyron Kavala                   |
| Thyella Katsikas       | 0 – 1           | Pierikos                       |
| Vistonidas             | 3 – 4           | Apollōn Paralimniou            |
| Zakynthos              | 3 – 0           | Apollon Efpalios               |
| 28 agosto 2023         |                 |                                |
| Mykonou                | 3 – 0 a tav.    | Aetos Loutron                  |
| 30 agosto 2023         |                 |                                |
| Ethnikos Pireo         | 5 - 0           | Krousonas                      |
| Teseo Agrias           | 1 - 0           | Fīkis                          |
| Enosi Alexandroupolis  | 1 - 0           | Keravnos Angelochorios         |

Passano automaticamente il turno:
| Squadra          |
| ---------------- |
| Atromitos Palama |
| Neas Artakīs     |
| Panargeiakos     |

### Secondo turno
Il sorteggio del secondo turno si è tenuto l'11 agosto 2023.
| Squadra 1          | Risultato       | Squadra 2           |
| ------------------ | --------------- | ------------------- |
| 3 settembre 2023   |                 |                     |
| Asteras Stavrou    | 2 - 1           | Atromitos Palama    |
| Panthrakikos       | 6 - 0           | Teseo Agrias        |
| Asteras Petritī    | 2 - 3 (dts)     | Chaniōtīs           |
| Anagennīsī Arta    | 1 - 1 (8-9 dtr) | Apollōn Paralimniou |
| Vyron Kavala       | 0 - 2 (dts)     | Pierikos            |
| Ialysos            | 0 - 2           | Ethnikos Pireo      |
| Neas Artakīs       | 0 - 0 (4-5 dtr) | Acharnaïkos         |
| Ypatou             | 1 - 1 (3-4 dtr) | Panargeiakos        |
| Asteras Kesarianis | 2 - 1           | Mykonou             |
| Pamisos Messinis   | 0 - 1           | Zakynthos           |
| Vardas             | 3 - 0           | Pangytheatikos      |

Passa automaticamente il turno:
| Squadra               |
| --------------------- |
| Enosi Alexandroupolis |

### Terzo turno
Il sorteggio per il terzo turno si è tenuto il 5 settembre 2024.
| Squadra 1           | Risultato       | Squadra 2             |
| ------------------- | --------------- | --------------------- |
| 13 settembre 2023   |                 |                       |
| Acharnaïkos         | 0 - 0 (3-2 dtr) | Panachaïkī            |
| Panthrakikos        | 0 - 3 a tav.    | Ethnikos Pireo        |
| Asteras Stavrou     | 1 - 3           | Giouchtas             |
| Makedonikos         | 0 - 4           | Egaleo                |
| Īlioupolī           | 1 - 2 (dts)     | Levadeiakos           |
| Apollōn Paralimniou | 3 - 0           | Enosi Alexandroupolis |
| OF Ierapetra        | 0 - 3 a tav.    | Kampaniakos           |
| Iōnikos             | 0 - 3           | Athens Kallithea      |
| Panargeiakos        | 1 - 1 (3-4 dtr) | Vardas                |
| Chaniōtīs           | 0 - 1           | Tīlykratīs            |
| 17 settembre 2023   |                 |                       |
| Kozanī              | 2 - 1           | Īraklīs               |
| PAE Chania          | 2 - 1           | Apollōn Pontou        |
| 20 settembre 2023   |                 |                       |
| Zakynthos           | 0 - 1           | Nikī Volo             |
| 27 settembre 2023   |                 |                       |
| Eolikos             | 3 - 0 a tav.    | Anagennīsī Karditsa   |

Passano automaticamente il turno:
| Squadra            |
| ------------------ |
| Asteras Kesarianis |
| Pierikos           |

### Quarto turno
Il sorteggio per il quarto turno si è tenuto il 5 settembre 2023.
| Squadra 1          | Risultato       | Squadra 2           |
| ------------------ | --------------- | ------------------- |
| 27 settembre 2023  |                 |                     |
| Acharnaïkos        | 1 - 0 (dts)     | Pierikos            |
| Vardas             | 1 - 3           | Nikī Volo           |
| Larissa            | 3 - 0           | Tīlykratīs          |
| Kozanī             | 1 - 2           | PAE Chania          |
| Almopos Aridea     | 0 - 3 a tav.    | Kampaniakos         |
| 28 settembre 2023  |                 |                     |
| Asteras Kesarianis | 3 - 1           | Apollōn Paralimniou |
| Kalamata           | 1 - 1 (5-6 dtr) | Athens Kallithea    |
| 4 ottobre 2023     |                 |                     |
| Egaleo             | 0 - 2 (dts)     | Diagoras            |
| 8 novembre 2023    |                 |                     |
| Levadeiakos        | 3 - 0           | Eolikos             |
| 15 novembre 2023   |                 |                     |
| Ethnikos Pireo     | 1 - 2           | Giouchtas           |

### Quinto turno
Le gare sono state giocate il 7 e l'8 ottobre 2023.
| Squadra 1          | Risultato       | Squadra 2        |
| ------------------ | --------------- | ---------------- |
| 7 ottobre 2023     |                 |                  |
| Acharnaïkos        | 0 - 2           | Kīfisias         |
| Asteras Kesarianis | 0 - 2           | Panserraïkos     |
| PAS Giannina       | 1 - 2           | Volo             |
| 9 ottobre 2023     |                 |                  |
| Kampaniakos        | 1 - 3           | Asteras Tripolīs |
| PAE Chania         | 3 - 5           | OFI Creta        |
| 11 ottobre 2023    |                 |                  |
| Diagoras           | 1 - 1 (3-4 dtr) | Panaitōlikos     |
| 22 novembre 2023   |                 |                  |
| Giouchtas          | 0 - 1           | Atromītos        |
| Levadeiakos        | 2 - 1           | Lamia            |

Passano automaticamente il turno:
| Squadra          |
| ---------------- |
| Athens Kallithea |
| Nikī Volo        |
| Larissa          |

### Ottavi di finale
| 5 dicembre 2023/10 gennaio 2024 |                 |                  |       |       |
| Asteras Tripolīs                | 1 – 3           | Panserraïkos     | 0 – 2 | 1 – 1 |
| 5 dicembre 2023/17 gennaio 2024 |                 |                  |       |       |
| Panaitōlikos                    | 5 – 4           | Athens Kallithea | 3 – 2 | 2 – 2 |
| 6 dicembre 2023/16 gennaio 2024 |                 |                  |       |       |
| Larissa                         | 1 – 5           | Atromītos        | 1 – 1 | 0 – 4 |
| 6 dicembre 2023/17 gennaio 2024 |                 |                  |       |       |
| OFI Creta                       | 4 – 2           | Kīfisias         | 3 – 1 | 1 – 1 |
| 7 dicembre 2023/10 gennaio 2024 |                 |                  |       |       |
| PAOK                            | 3 – 0           | Volo             | 1 – 0 | 2 – 0 |
| 7 dicembre 2023/18 gennaio 2024 |                 |                  |       |       |
| Levadeiakos                     | 1 – 2           | Nikī Volo        | 1 – 1 | 0 – 1 |
| 10 gennaio 2024/17 gennaio 2024 |                 |                  |       |       |
| Panathīnaïkos                   | 1 – 1 (7-6 dtr) | Olympiacos       | 1 – 1 | 0 – 0 |
| AEK Atene                       | 1 – 1 (2-4 dtr) | Arīs Salonicco   | 0 – 0 | 1 – 1 |

### Quarti di finale
| 17 gennaio 2024 / 31 gennaio 2024 |       |              |       |       |
| Panserraïkos                      | 0 – 9 | PAOK         | 0 – 4 | 0 – 5 |
| 23 gennaio 2024 / 31 gennaio 2024 |       |              |       |       |
| OFI Creta                         | 2 – 5 | Panaitōlikos | 1 – 2 | 1 – 3 |
| 24 gennaio 2024 / 30 gennaio 2024 |       |              |       |       |
| Arīs Salonicco                    | 5 – 2 | Nikī Volo    | 3 – 0 | 2 – 2 |
| 24 gennaio 2024 / 31 gennaio 2024 |       |              |       |       |
| Panathīnaïkos                     | 3 – 2 | Atromītos    | 1 – 2 | 2 – 0 |

### Semifinali
| 13 febbraio 2024 / 6 marzo 2024     |                 |                |       |       |
| Panaitōlikos                        | 0 – 1           | Arīs Salonicco | 0 – 1 | 0 – 0 |
| 14 febbraio 2024 / 21 febbraio 2024 |                 |                |       |       |
| PAOK                                | 2 – 2 (5-6 dtr) | Panathīnaïkos  | 0 – 1 | 2 – 1 |

### Finale
| Arbitro: | Stéphanie Frappart |

|                   |           |  |
| Vagiannidīs 90+7’ | Marcatori |  |